# Oenochroma subustaria
Oenochroma subustaria, còn được gọi là bướm đêm rượu xám, là một loài bướm đêm thuộc họ Geometridae. Nó được tìm thấy ở Úc, bao gồm cả Tasmania.

## Hình ảnh

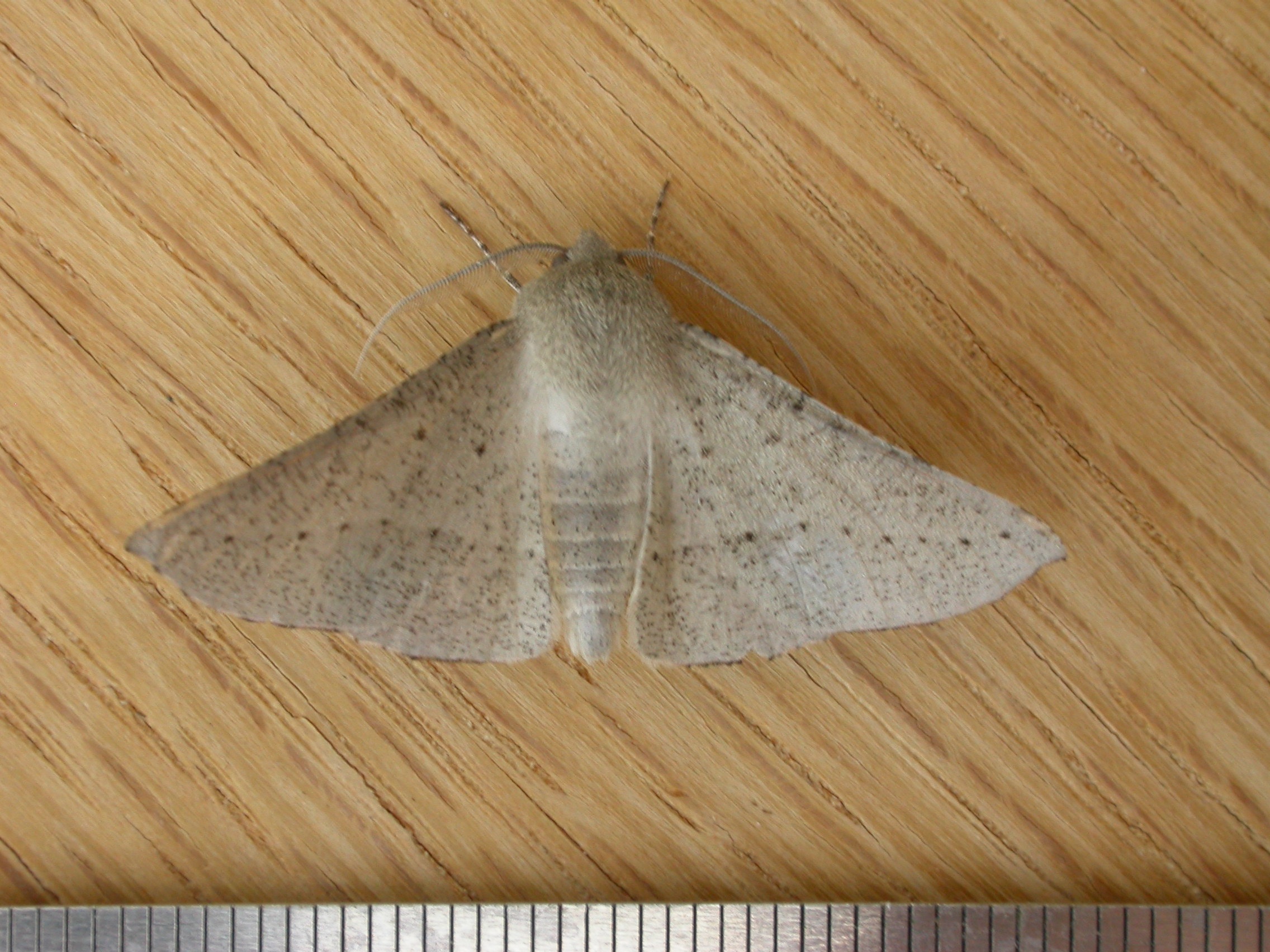
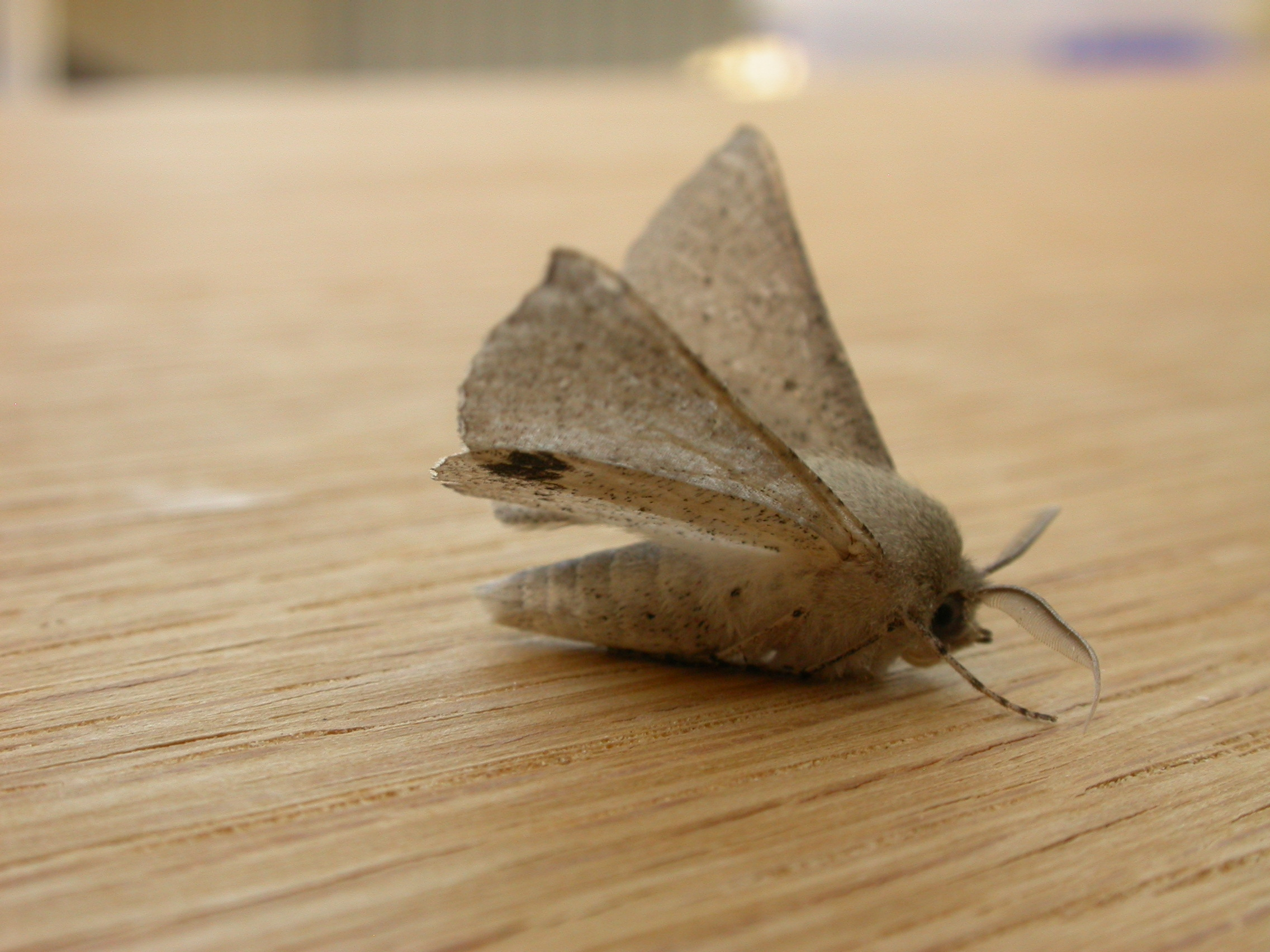
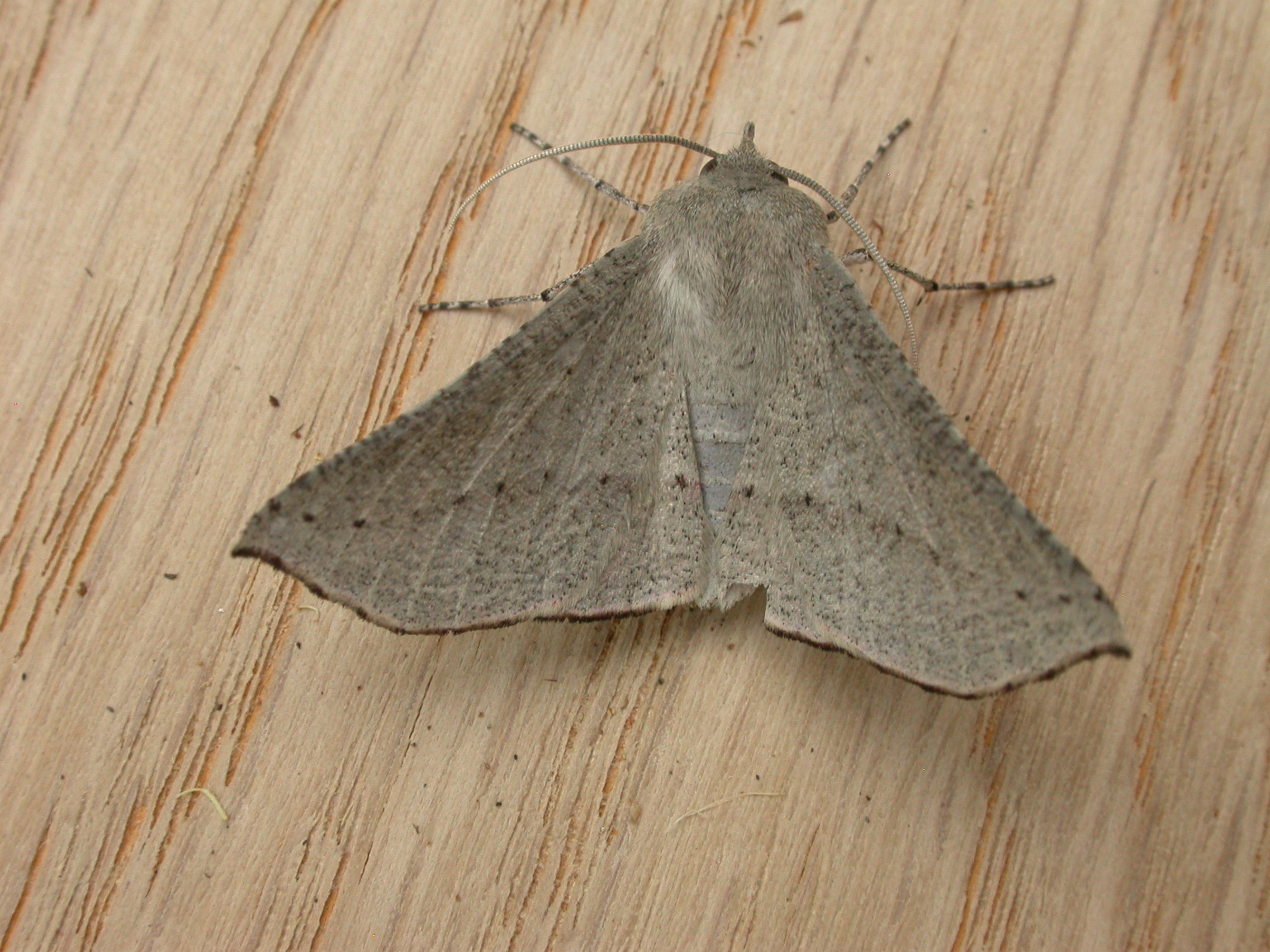
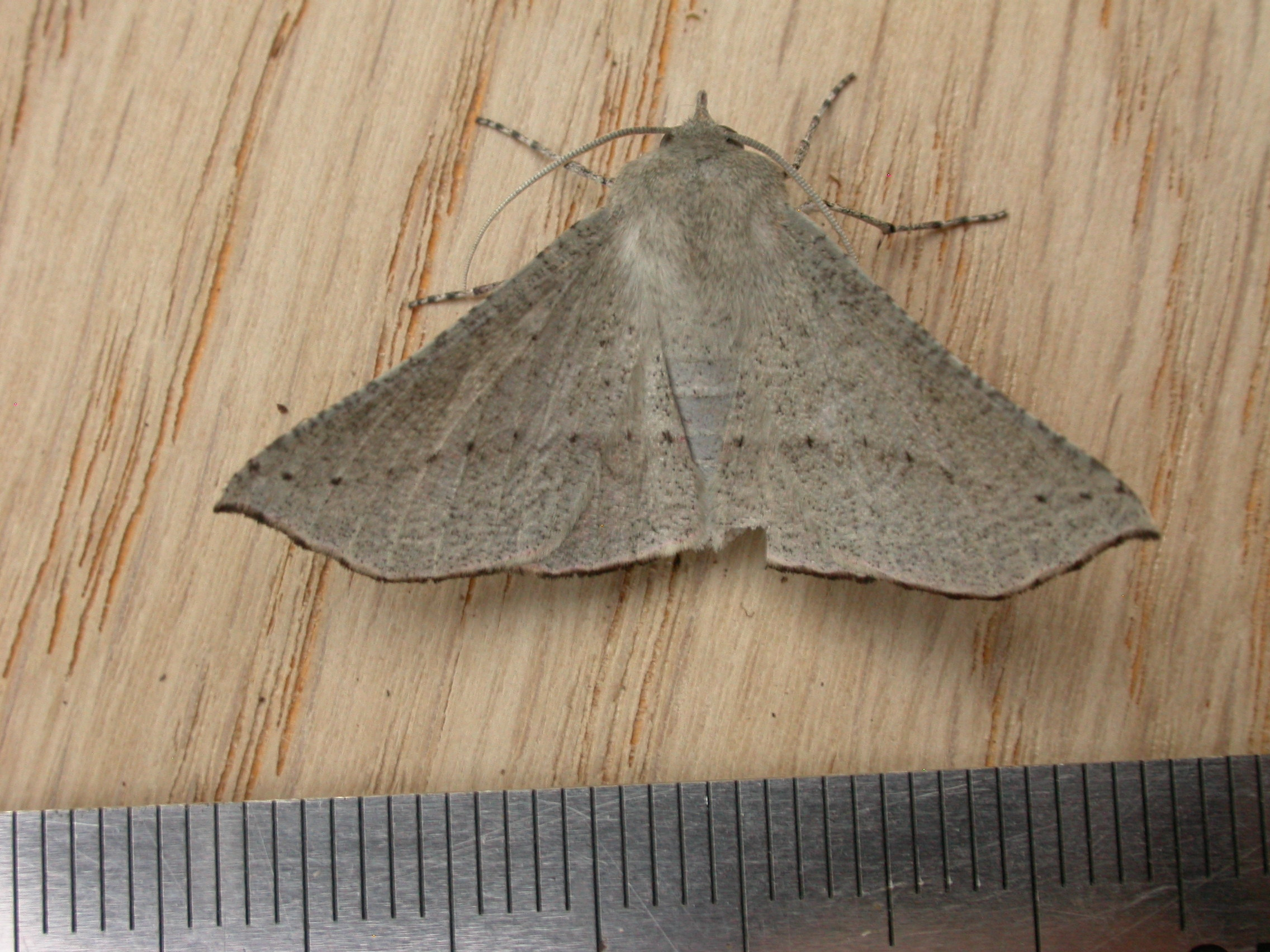